# Obarnata elcha
Obarnata elcha (Omgekeerde kerstboom) is een Bulgaarse film uit 2006 onder regie van Ivan Tsjerkelov en Vasil Zjivkov.

## Verhaal
Een grote spar wordt omgehakt om als kerstboom te dienen in Sofia. Terwijl de spar door het land reist, verbindt het zes verhalen over feest of gebrek aan feest in het dagelijks leven van de personages. De verhalen worden gesymboliseerd door een kalf, een houten engel, Socrates, een zeilboot, een beer en een trommel. De film toont momentopnames uit het leven: een verjaardagsfeest in een huis in de bergen, een zwangere tiener, een zigeunerfamilie, een suïcidale man en een rondedans. Aan het einde van de film staat de boom in het centrum van Sofia. De kerstboom is versierd: laten we feesten.

## Acteurs
- Aleksandra Vasileva
- Stojan Stojanov
- Anton Raditsjev
- Slava Dojtsjeva
- Georgi Tsjerkelov
- Dragomir Sjolev
- Tichomir Zjikov
- Krasimir Dokov